# Chiasmocleis bassleri
Chiasmocleis bassleri är en groddjursart som beskrevs av Dunn 1949. Chiasmocleis bassleri ingår i släktet Chiasmocleis och familjen Microhylidae. IUCN kategoriserar arten globalt som livskraftig. Inga underarter finns listade i Catalogue of Life.